# Trofeo Alfredo Binda-Comune di Cittiglio 2022
La 46e édition du Trofeo Alfredo Binda-Comune di Cittiglio a lieu le 20 mars 2022. C'est la troisième épreuve de l'UCI World Tour féminin 2022. Elle est remportée par l'Italienne Elisa Balsamo.

## Présentation

### Parcours
Le parcours doit être identique à celui de l'année précédente. Il débute par une partie en ligne, suivie d'un grand tour et de quatre petits tours. Ces derniers sont inchangés avec une longueur de 18 km. Sa principale difficulté est la montée allant à Orino. Une autre côte, celle de Casale, nettement plus courte, mais néanmoins raide, est présente. La partie en ligne, comporte aussi une montée vers Orino, mais depuis Cocquio-Trevisago. Le grand tour est modifié. La côte de Casale y fait son apparition. Il continue ensuite de manière traditionnelle vers Cunardo. À Orino, le parcours descend l'ascension emprunté durant les petits tours pour remonter la descente des petits tours. Il se dirige ensuite vers Cocquio-Trevisago avant de revenir vers la ligne d'arrivée,. Les résultats officiels indiquant 129,4 km au lieu des 141 km prévu, on peut en conclure que le parcours a été raccourci à la dernière minute.

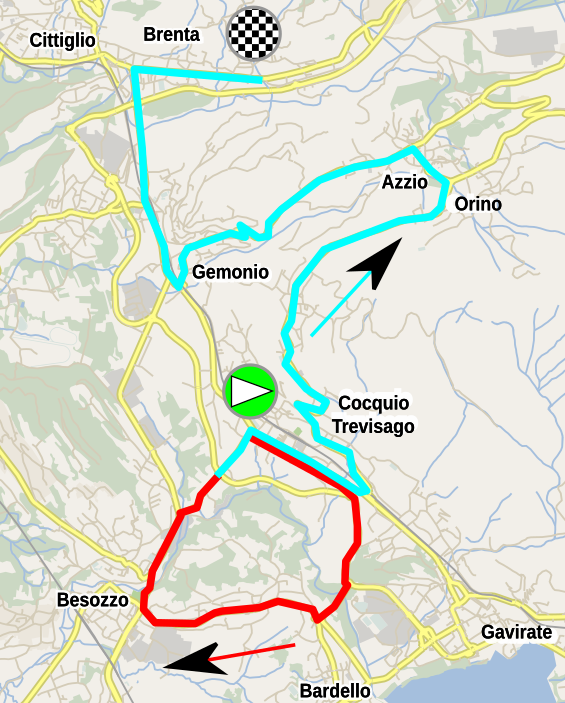
Partie en ligne de la course
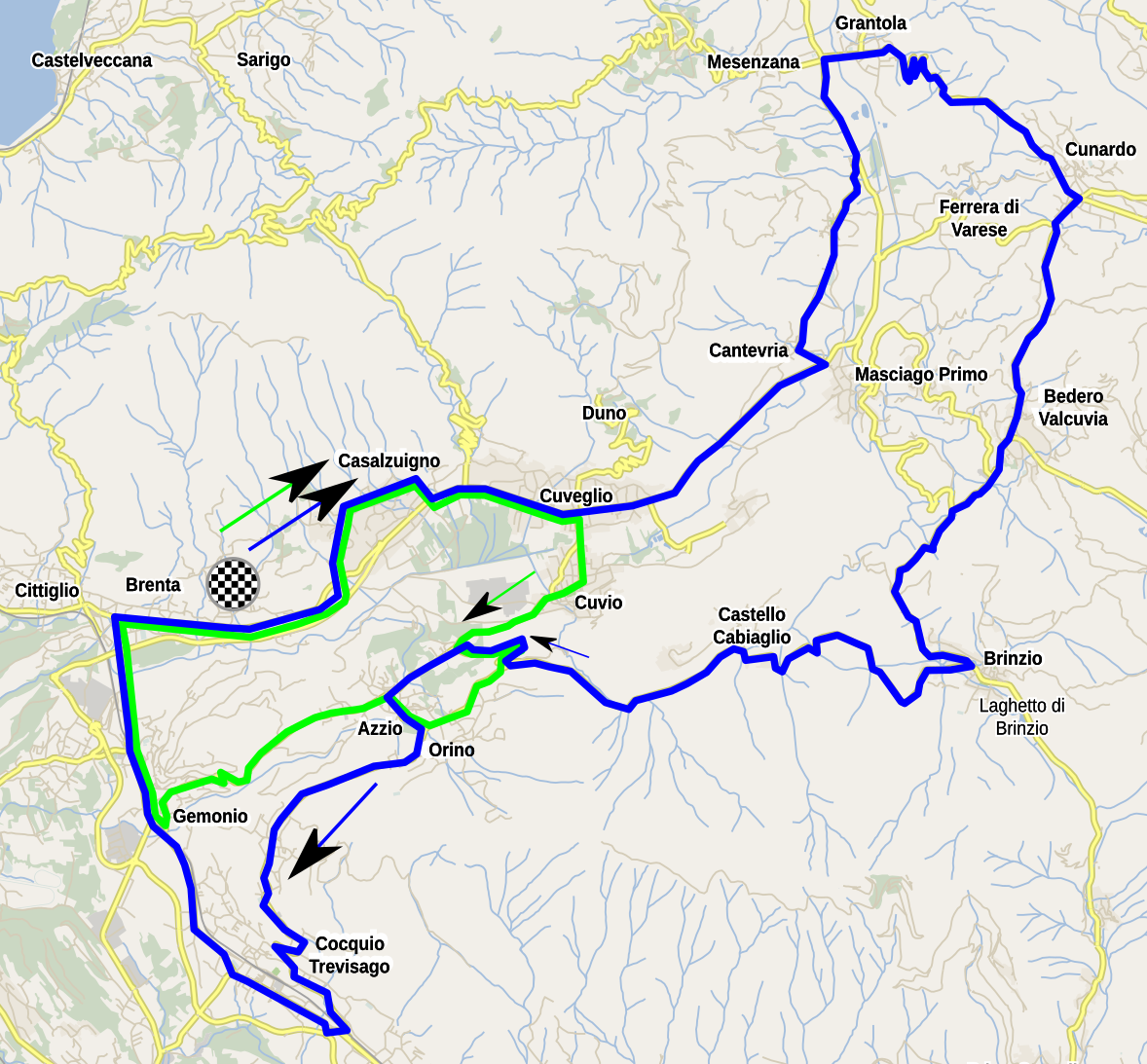
Circuits de la course
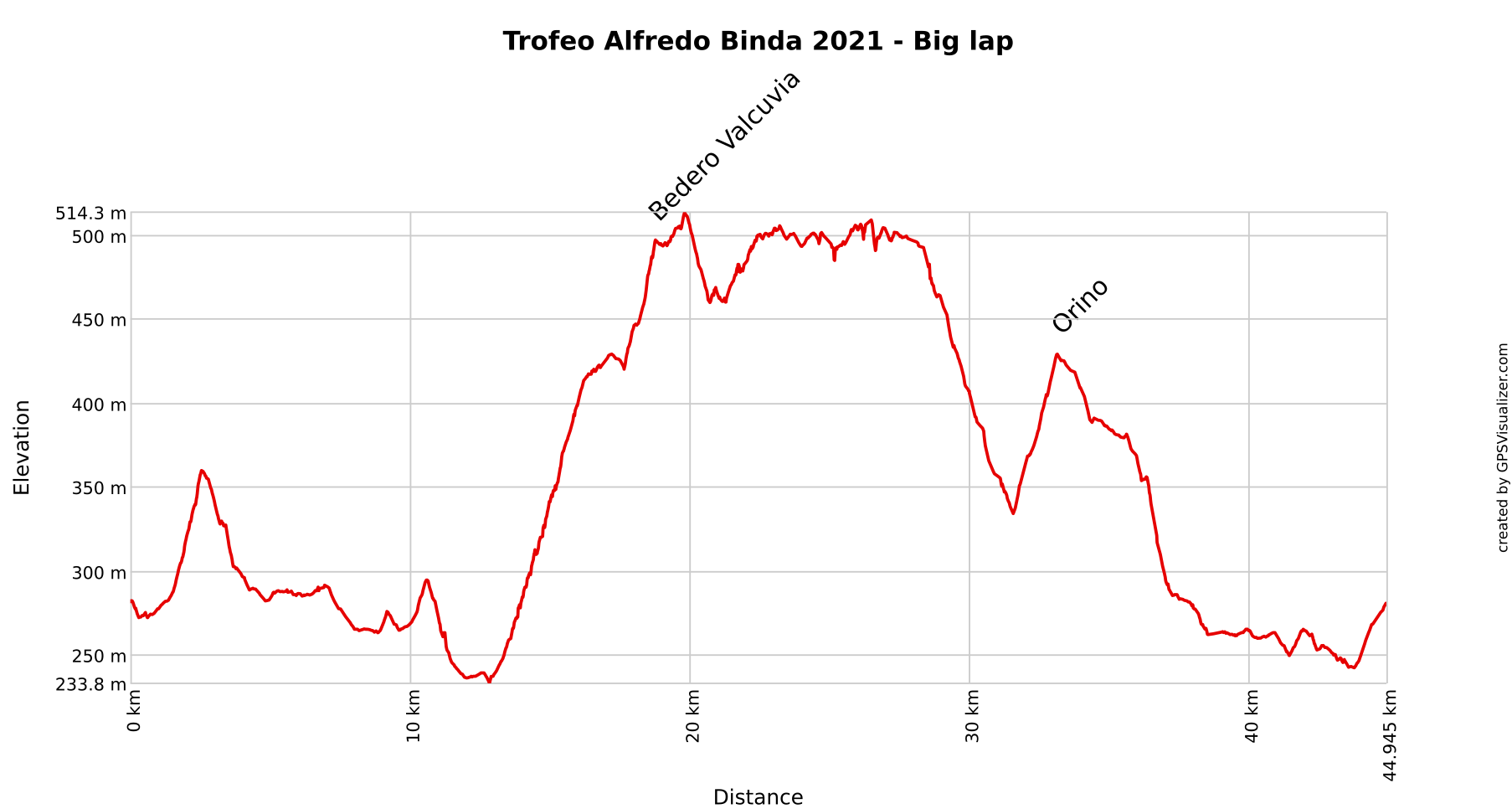
Profil du grand circuit
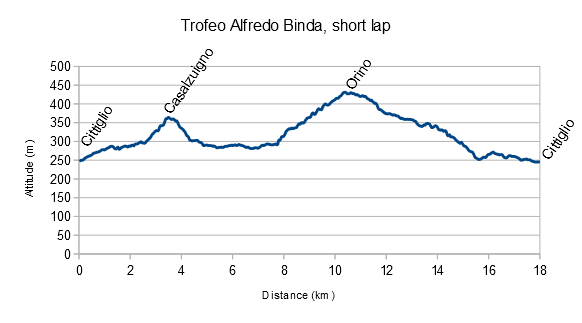
Profil du petit circuit

## Équipes
| UCI Women's WorldTeams (12)- Team BikeExchange-Jayco - Canyon-SRAM Racing - EF Education-TIBCO-SVB - FDJ Nouvelle Aquitaine Futuroscope - Team Jumbo-Visma - Liv Racing Xstra - Movistar Team - Roland Cogeas-Edelweiss Squad - Team DSM - SD Worx - Trek-Segafredo - UAE Team ADQ Équipes féminines continentales (12)- Aromitalia-Basso Bikes-Vaiano - Bepink - Born to Win-G20-Ambedo - Ceratizit-WNT Pro Cycling - Cofidis - Isolmant-Premac-Vittoria - Team Mendelspeck - AG Insurance NXTG - Parkhotel Valkenburg - Servetto-Makhymo-Beltrami TSA - Top Girls Fassa Bortolo - Valcar-Travel & Service |
| |

## Favorites
La vainqueur sortante, Elisa Longo Borghini, peut reproduire sa performance, mais doit arriver seule pour s'imposer. Dans le même style, Cecilie Uttrup Ludwig peut également gagner. En cas d'arrivée au sprint, il faut compter avec Marianne Vos, Coryn Labecki, Elisa Balsamo. Marlen Reusser et Chantal van den Broek-Blaak peuvent gagner en baroudeuse.

## Récit de la course
Un premier groupe d'échappée avec Gulnaz Khatuntseva, Michaela Drummond et Giorgia Vettorello  se forme sur le grand circuit. Un problème sur le parcours conduit à une interruption de course. Les échappées repartent avec trente secondes d'avance sur le peloton. Cette avance atteint une minute quarante au passage sur la ligne. Dans la côte d'Orino, Mikayla Harvey sort. Un regroupement général a néanmoins lieu avant la fin du tour. À deux tours de l'arrivée, dans la côte de Casale, Brodie Chapman attaque. Elle est accompagnée de sept autres coureuses. Elles sont reprises dans l'ascension suivante d'Orino. Dans la descente, Marlen Reusser et Anna Henderson passent à l'offensive, mais sans succès. Dans Casale, Erica Magnaldi attaque, mais est reprise dans Orino quand Marie Le Net accélère afin de préparer l'attaque de Marta Cavalli. Celle-ci reprise, Cecilie Uttrup Ludwig contre. Marlen Reusser sort également et double Ludwig. Dans la descente, Elisa Longo Borghini et Elise Chabbey rentrent sur la Danoise. Ce trio revient sur la Suissesse avant la ligne d'arrivée et compte alors dix-neuf secondes d'avance. Elles sont reprises dans Casale à la suite de la mauvaise coopération. Ashleigh Moolman-Pasio tente mais sans succès. À dix kilomètres de l'arrivée, Cavalli passe à l'offensive. Elle est suivie par Liane Lippert, Alena Amialiusik et Ashleigh Moolman-Pasio. Elisa Longo Borghini ramène le peloton. Cavalli part alors de nouveau, cette fois ramenée par Moolman. Liane Lippert attaque proche du sommet. Elle est reprise par Trek-Segafredo à cinq kilomètres de la ligne. Chantal van den Broek-Blaak attaque, mais Shirin van Anrooij la marque. Marlen Reusser tente de nouveau aux deux kilomètres, mais Trek-Segrafredo contrôle. Chantal van den Broek-Blaak lance le sprint, Elisa Balsamo la dépasse et s'impose facilement.

## Classements

### Classement final
| \| Classement général \| Classement général \| Classement général \| Classement général \| Classement général \| \| Coureuse \| Coureuse \| Pays \| Équipe \| Temps \| \| ------------------ \| --------------------------- \| ------------------ \| ---------------------------------- \| ------------------ \| \| 1re \| Elisa Balsamo \| Italie \| Trek-Segafredo \| 3 h 36 min 29 s \| \| 2e \| Sofia Bertizzolo \| Italie \| UAE Team ADQ \| + 0 s \| \| 3e \| Soraya Paladin \| Italie \| Canyon-SRAM Racing \| + 0 s \| \| 4e \| Chantal van den Broek-Blaak \| Pays-Bas \| SD Worx \| + 0 s \| \| 5e \| Elena Cecchini \| Italie \| SD Worx \| + 0 s \| \| 6e \| Coryn Labecki \| États-Unis \| Team Jumbo-Visma \| + 0 s \| \| 7e \| Elise Chabbey \| Suisse \| Canyon-SRAM Racing \| + 0 s \| \| 8e \| Silvia Persico \| Italie \| Valcar-Travel & Service \| + 0 s \| \| 9e \| Cecilie Uttrup Ludwig \| Danemark \| FDJ-Nouvelle Aquitaine-Futuroscope \| + 0 s \| \| 10e \| Ashleigh Moolman \| Afrique du Sud \| SD Worx \| + 0 s \| |                             |                |                                    |                 |
| |                             |                |                                    |                 |
| Source : ProCyclingStats |                             |                |                                    |                 |
| Classement général |                             |                |                                    |                 |
| Coureuse | Coureuse                    | Pays           | Équipe                             | Temps           |
| 1re | Elisa Balsamo               | Italie         | Trek-Segafredo                     | 3 h 36 min 29 s |
| 2e | Sofia Bertizzolo            | Italie         | UAE Team ADQ                       | + 0 s           |
| 3e | Soraya Paladin              | Italie         | Canyon-SRAM Racing                 | + 0 s           |
| 4e | Chantal van den Broek-Blaak | Pays-Bas       | SD Worx                            | + 0 s           |
| 5e | Elena Cecchini              | Italie         | SD Worx                            | + 0 s           |
| 6e | Coryn Labecki               | États-Unis     | Team Jumbo-Visma                   | + 0 s           |
| 7e | Elise Chabbey               | Suisse         | Canyon-SRAM Racing                 | + 0 s           |
| 8e | Silvia Persico              | Italie         | Valcar-Travel & Service            | + 0 s           |
| 9e | Cecilie Uttrup Ludwig       | Danemark       | FDJ-Nouvelle Aquitaine-Futuroscope | + 0 s           |
| 10e | Ashleigh Moolman            | Afrique du Sud | SD Worx                            | + 0 s           |

### UCI World Tour

#### Points attribués
| Position           | 1er | 2e  | 3e  | 4e  | 5e  | 6e  | 7e  | 8e  | 9e | 10e | 11e | 12e | 13e | 14e | 15e | 16e à 20e | 21e à 30e | 31e à 40e |
| Classement général | 400 | 320 | 260 | 220 | 180 | 140 | 120 | 100 | 80 | 68  | 56  | 48  | 40  | 32  | 28  | 24        | 16        | 8         |

| Classement par points | Classement par points       | Classement par points | Classement par points              | Classement par points |
| Coureuse              | Coureuse                    | Pays                  | Équipe                             | Points                |
| --------------------- | --------------------------- | --------------------- | ---------------------------------- | --------------------- |
| 1re                   | Elisa Balsamo               | Italie                | Trek-Segafredo                     | 720 pts               |
| 2e                    | Lotte Kopecky               | Belgique              | SD Worx                            | 660 pts               |
| 3e                    | Lorena Wiebes               | Pays-Bas              | Team DSM                           | 400 pts               |
| 4e                    | Sofia Bertizzolo            | Italie                | UAE Team ADQ                       | 336 pts               |
| 5e                    | Ashleigh Moolman            | Afrique du Sud        | SD Worx                            | 328 pts               |
| 6e                    | Annemiek van Vleuten        | Pays-Bas              | Movistar Team                      | 320 pts               |
| 7e                    | Soraya Paladin              | Italie                | Canyon-SRAM Racing                 | 284 pts               |
| 8e                    | Elise Chabbey               | Suisse                | Canyon-SRAM Racing                 | 276 pts               |
| 9e                    | Cecilie Uttrup Ludwig       | Danemark              | FDJ-Nouvelle Aquitaine-Futuroscope | 260 pts               |
| 10e                   | Chantal van den Broek-Blaak | Pays-Bas              | SD Worx                            | 244 pts               |

| Classement par points | Classement par points       | Classement par points | Classement par points              | Classement par points |
| Coureuse              | Coureuse                    | Pays                  | Équipe                             | Points                |
| --------------------- | --------------------------- | --------------------- | ---------------------------------- | --------------------- |
| 1re                   | Elisa Balsamo               | Italie                | Trek-Segafredo                     | 720 pts               |
| 2e                    | Lotte Kopecky               | Belgique              | SD Worx                            | 660 pts               |
| 3e                    | Lorena Wiebes               | Pays-Bas              | Team DSM                           | 400 pts               |
| 4e                    | Sofia Bertizzolo            | Italie                | UAE Team ADQ                       | 336 pts               |
| 5e                    | Ashleigh Moolman            | Afrique du Sud        | SD Worx                            | 328 pts               |
| 6e                    | Annemiek van Vleuten        | Pays-Bas              | Movistar Team                      | 320 pts               |
| 7e                    | Soraya Paladin              | Italie                | Canyon-SRAM Racing                 | 284 pts               |
| 8e                    | Elise Chabbey               | Suisse                | Canyon-SRAM Racing                 | 276 pts               |
| 9e                    | Cecilie Uttrup Ludwig       | Danemark              | FDJ-Nouvelle Aquitaine-Futuroscope | 260 pts               |
| 10e                   | Chantal van den Broek-Blaak | Pays-Bas              | SD Worx                            | 244 pts               |

| Classement du meilleur jeune | Classement du meilleur jeune | Classement du meilleur jeune | Classement du meilleur jeune       | Classement du meilleur jeune |
| Coureuse                     | Coureuse                     | Pays                         | Équipe                             | Points                       |
| ---------------------------- | ---------------------------- | ---------------------------- | ---------------------------------- | ---------------------------- |
| 1re                          | Shirin van Anrooij           | Pays-Bas                     | Trek-Segafredo                     | 12 pts                       |
| 2e                           | Pfeiffer Georgi              | Royaume-Uni                  | Team DSM                           | 6 pts                        |
| 3e                           | Niamh Fisher-Black           | Nouvelle-Zélande             | SD Worx                            | 6 pts                        |
| 4e                           | Femke Gerritse               | Pays-Bas                     | Parkhotel Valkenburg               | 6 pts                        |
| 5e                           | Julia Borgström              | Suède                        | AG Insurance NXTG                  | 4 pts                        |
| 6e                           | Marie Le Net                 | France                       | FDJ-Nouvelle Aquitaine-Futuroscope | 2 pts                        |

| Classement du meilleur jeune | Classement du meilleur jeune | Classement du meilleur jeune | Classement du meilleur jeune       | Classement du meilleur jeune |
| Coureuse                     | Coureuse                     | Pays                         | Équipe                             | Points                       |
| ---------------------------- | ---------------------------- | ---------------------------- | ---------------------------------- | ---------------------------- |
| 1re                          | Shirin van Anrooij           | Pays-Bas                     | Trek-Segafredo                     | 12 pts                       |
| 2e                           | Pfeiffer Georgi              | Royaume-Uni                  | Team DSM                           | 6 pts                        |
| 3e                           | Niamh Fisher-Black           | Nouvelle-Zélande             | SD Worx                            | 6 pts                        |
| 4e                           | Femke Gerritse               | Pays-Bas                     | Parkhotel Valkenburg               | 6 pts                        |
| 5e                           | Julia Borgström              | Suède                        | AG Insurance NXTG                  | 4 pts                        |
| 6e                           | Marie Le Net                 | France                       | FDJ-Nouvelle Aquitaine-Futuroscope | 2 pts                        |

| Classement par équipes aux points | Classement par équipes aux points  | Classement par équipes aux points | Classement par équipes aux points |
| Équipe                            | Équipe                             | Pays                              | Points                            |
| --------------------------------- | ---------------------------------- | --------------------------------- | --------------------------------- |
| 1re                               | SD Worx                            | Pays-Bas                          | 1596 pts                          |
| 2e                                | Trek-Segafredo                     | États-Unis                        | 1108 pts                          |
| 3e                                | Canyon-SRAM Racing                 | Allemagne                         | 1036 pts                          |
| 4e                                | Team DSM                           | Pays-Bas                          | 628 pts                           |
| 5e                                | FDJ Nouvelle Aquitaine Futuroscope | France                            | 608 pts                           |
| 6e                                | UAE Team ADQ                       | Émirats arabes unis               | 596 pts                           |
| 7e                                | Team Jumbo-Visma                   | Pays-Bas                          | 476 pts                           |
| 8e                                | Movistar Team                      | Espagne                           | 364 pts                           |
| 9e                                | Valcar-Travel & Service            | Italie                            | 360 pts                           |
| 10e                               | Team BikeExchange-Jayco            | Australie                         | 204 pts                           |

| Classement par équipes aux points | Classement par équipes aux points  | Classement par équipes aux points | Classement par équipes aux points |
| Équipe                            | Équipe                             | Pays                              | Points                            |
| --------------------------------- | ---------------------------------- | --------------------------------- | --------------------------------- |
| 1re                               | SD Worx                            | Pays-Bas                          | 1596 pts                          |
| 2e                                | Trek-Segafredo                     | États-Unis                        | 1108 pts                          |
| 3e                                | Canyon-SRAM Racing                 | Allemagne                         | 1036 pts                          |
| 4e                                | Team DSM                           | Pays-Bas                          | 628 pts                           |
| 5e                                | FDJ Nouvelle Aquitaine Futuroscope | France                            | 608 pts                           |
| 6e                                | UAE Team ADQ                       | Émirats arabes unis               | 596 pts                           |
| 7e                                | Team Jumbo-Visma                   | Pays-Bas                          | 476 pts                           |
| 8e                                | Movistar Team                      | Espagne                           | 364 pts                           |
| 9e                                | Valcar-Travel & Service            | Italie                            | 360 pts                           |
| 10e                               | Team BikeExchange-Jayco            | Australie                         | 204 pts                           |

## Liste des participantes
| Légende | Légende                                                                                | Légende | Légende                                                    |
| ------- | -------------------------------------------------------------------------------------- | ------- | ---------------------------------------------------------- |
| Num     | Dossard de départ porté par le coureur sur ce Trofeo Alfredo Binda-Comune di Cittiglio | Pos     | Position à l'arrivée de la course                          |
|         | Indique un maillot de champion national ou mondial, suivi de sa spécialité             | NP      | Indique un coureur qui n'a pas pris le départ de la course |
| AB      | Indique un coureur qui n'a pas terminé la course                                       | HD      | Indique un coureur qui a terminé la course hors des délais |

| Trek-Segafredo TFS | Trek-Segafredo TFS                 | Trek-Segafredo TFS |
| ------------------ | ---------------------------------- | ------------------ |
| Num                | Coureuse                           | Pos                |
| 1                  | Elisa Longo Borghini (ITA) (route) | 12e                |
| 2                  | Elisa Balsamo (ITA) (route)        | 1re                |
| 3                  | Audrey Cordon-Ragot (FRA)          | AB                 |
| 4                  | Leah Thomas (USA)                  | AB                 |
| 5                  | Shirin van Anrooij (NED)           | 13e                |
| 6                  | Ellen van Dijk (NED) (route)       | 20e                |

| Team Jumbo-Visma TJV | Team Jumbo-Visma TJV   | Team Jumbo-Visma TJV |
| -------------------- | ---------------------- | -------------------- |
| Num                  | Coureuse               | Pos                  |
| 11                   | Coryn Labecki (USA)    | 6e                   |
| 12                   | Aafke Soet (NED)       | AB                   |
| 13                   | Karlijn Swinkels (NED) | 38e                  |
| 14                   | Anna Henderson (GBR)   | 54e                  |
| 15                   | Amber Kraak (NED)      | 39e                  |
| 16                   | Noemi Rüegg (SUI)      | 52e                  |

| SD Worx SDW | SD Worx SDW                       | SD Worx SDW |
| ----------- | --------------------------------- | ----------- |
| Num         | Coureuse                          | Pos         |
| 21          | Ashleigh Moolman (RSA)            | 10e         |
| 22          | Elena Cecchini (ITA)              | 5e          |
| 23          | Chantal van den Broek-Blaak (NED) | 4e          |
| 24          | Marlen Reusser (SUI) (route)      | 21e         |
| 25          | Anna Shackley (GBR)               | 51e         |
| 26          | Niamh Fisher-Black (NZL)          | 14e         |

| Canyon-SRAM Racing CSR | Canyon-SRAM Racing CSR     | Canyon-SRAM Racing CSR |
| ---------------------- | -------------------------- | ---------------------- |
| Num                    | Coureuse                   | Pos                    |
| 31                     | Alena Amialiusik (BLR)     | 25e                    |
| 32                     | Elise Chabbey (SUI)        | 7e                     |
| 33                     | Ella Harris (NZL)          | 36e                    |
| 34                     | Mikayla Harvey (NZL)       | 65e                    |
| 35                     | Soraya Paladin (ITA)       | 3e                     |
| 36                     | Pauliena Rooijakkers (NED) | 56e                    |

| UAE Team ADQ UAD | UAE Team ADQ UAD            | UAE Team ADQ UAD |
| ---------------- | --------------------------- | ---------------- |
| Num              | Coureuse                    | Pos              |
| 41               | Sofia Bertizzolo (ITA)      | 2e               |
| 42               | Mavi García (ESP) (route)   | 22e              |
| 43               | Eugenia Bujak (SLO) (route) | 34e              |
| 44               | Erica Magnaldi (ITA)        | 44e              |
| 45               | Urša Pintar (SLO)           | 48e              |
| 46               | Alena Ivanchenko (RUS)      | AB               |

| Team DSM DSM | Team DSM DSM           | Team DSM DSM |
| ------------ | ---------------------- | ------------ |
| Num          | Coureuse               | Pos          |
| 51           | Francesca Barale (ITA) | AB           |
| 52           | Léa Curinier (FRA)     | AB           |
| 53           | Leah Kirchmann (CAN)   | AB           |
| 54           | Juliette Labous (FRA)  | 11e          |
| 55           | Liane Lippert (GER)    | 19e          |
| 56           | Floortje Mackaij (NED) | 16e          |

| FDJ-Nouvelle Aquitaine-Futuroscope FSF | FDJ-Nouvelle Aquitaine-Futuroscope FSF | FDJ-Nouvelle Aquitaine-Futuroscope FSF |
| -------------------------------------- | -------------------------------------- | -------------------------------------- |
| Num                                    | Coureuse                               | Pos                                    |
| 61                                     | Marta Cavalli (ITA)                    | 23e                                    |
| 62                                     | Brodie Chapman (AUS)                   | 49e                                    |
| 63                                     | Emilia Fahlin (SWE)                    | AB                                     |
| 64                                     | Victorie Guilman (FRA)                 | 35e                                    |
| 65                                     | Marie Le Net (FRA)                     | 26e                                    |
| 66                                     | Cecilie Uttrup Ludwig (DEN)            | 9e                                     |

| Liv Racing Xstra LIV | Liv Racing Xstra LIV   | Liv Racing Xstra LIV |
| -------------------- | ---------------------- | -------------------- |
| Num                  | Coureuse               | Pos                  |
| 71                   | Jeanne Korevaar (NED)  | 43e                  |
| 72                   | Katia Ragusa (ITA)     | AB                   |
| 73                   | Ayesha McGowan (USA)   | AB                   |
| 74                   | Marta Jaskulska (POL)  | 57e                  |
| 75                   | Silke Smulders (NED)   | 33e                  |
| 76                   | Rachele Barbieri (ITA) | AB                   |

| Team BikeExchange-Jayco BEX | Team BikeExchange-Jayco BEX | Team BikeExchange-Jayco BEX |
| --------------------------- | --------------------------- | --------------------------- |
| Num                         | Coureuse                    | Pos                         |
| 81                          | Ane Santesteban (ESP)       | 17e                         |
| 82                          | Urška Žigart (SLO)          | 50e                         |
| 83                          | Arianna Fidanza (ITA)       | 28e                         |
| 84                          | Amanda Spratt (AUS)         | 53e                         |
| 85                          | Teniel Campbell (TTO)       | AB                          |
| 86                          | Wei Shi Chelsie Tan (SGP)   | AB                          |

| Movistar Team MOV | Movistar Team MOV      | Movistar Team MOV |
| ----------------- | ---------------------- | ----------------- |
| Num               | Coureuse               | Pos               |
| 91                | Katrine Aalerud (NOR)  | 15e               |
| 92                | Sarah Gigante (AUS)    | 55e               |
| 93                | Sara Martín (ESP)      | AB                |
| 94                | Lourdes Oyarbide (ESP) | AB                |
| 95                | Paula Patiño (COL)     | 37e               |
| 96                | Arlenis Sierra (CUB)   | AB                |

| EF Education-TIBCO-SVB TIB | EF Education-TIBCO-SVB TIB    | EF Education-TIBCO-SVB TIB |
| -------------------------- | ----------------------------- | -------------------------- |
| Num                        | Coureuse                      | Pos                        |
| 101                        | Letizia Borghesi (ITA)        | 30e                        |
| 102                        | Kristabel Doebel-Hickok (USA) | 40e                        |
| 103                        | Kathrin Hammes (GER)          | AB                         |
| 104                        | Sara Poidevin (CAN)           | 45e                        |
| 105                        | Magdeleine Vallieres (CAN)    | 41e                        |
| 106                        | Lauren Stephens (USA) (route) | AB                         |

| Roland Cogeas-Edelweiss Squad CGS | Roland Cogeas-Edelweiss Squad CGS | Roland Cogeas-Edelweiss Squad CGS |
| --------------------------------- | --------------------------------- | --------------------------------- |
| Num                               | Coureuse                          | Pos                               |
| 111                               | Ines Cantera (ESP)                | AB                                |
| 112                               | Tamara Dronova (RUS)              | 32e                               |
| 113                               | Léa Stern (SUI)                   | AB                                |
| 114                               | Gulnaz Khatuntseva (RUS)          | AB                                |
| 115                               | Olga Zabelinskaïa (UZB)           | 61e                               |
| 116                               | Petra Stiasny (SUI)               | AB                                |

| Valcar-Travel & Service VAL | Valcar-Travel & Service VAL | Valcar-Travel & Service VAL |
| --------------------------- | --------------------------- | --------------------------- |
| Num                         | Coureuse                    | Pos                         |
| 121                         | Olivia Baril (CAN)          | 66e                         |
| 122                         | Federica Piergiovanni (ITA) | AB                          |
| 123                         | Alice Maria Arzuffi (ITA)   | 42e                         |
| 124                         | Eleonora Gasparrini (ITA)   | 29e                         |
| 125                         | Elena Pirrone (ITA)         | AB                          |
| 126                         | Silvia Persico (ITA)        | 8e                          |

| Parkhotel Valkenburg PHV | Parkhotel Valkenburg PHV   | Parkhotel Valkenburg PHV |
| ------------------------ | -------------------------- | ------------------------ |
| Num                      | Coureuse                   | Pos                      |
| 131                      | Rosalie Van der Wolf (NED) | AB                       |
| 132                      | Anne Van Rooijen (NED)     | AB                       |
| 133                      | Femke Gerritse (NED)       | AB                       |
| 134                      | Pien Limpens (NED)         | AB                       |
| 136                      | Quinty Schoens (NED)       | AB                       |

| Ceratizit-WNT Pro Cycling WNT | Ceratizit-WNT Pro Cycling WNT | Ceratizit-WNT Pro Cycling WNT |
| ----------------------------- | ----------------------------- | ----------------------------- |
| Num                           | Coureuse                      | Pos                           |
| 141                           | Camilla Alessio (ITA)         | AB                            |
| 142                           | Laura Asencio (FRA)           | AB                            |
| 144                           | Marta Lach (POL)              | 27e                           |
| 146                           | Lara Vieceli (ITA)            | AB                            |

| Cofidis COF | Cofidis COF            | Cofidis COF |
| ----------- | ---------------------- | ----------- |
| Num         | Coureuse               | Pos         |
| 152         | Cédrine Kerbaol (FRA)  | 58e         |
| 153         | Clara Koppenburg (GER) | 46e         |
| 154         | Sandra Levenez (FRA)   | 47e         |
| 155         | Rachel Neylan (AUS)    | 18e         |
| 156         | Olivia Onesti (FRA)    | 60e         |

| AG Insurance NXTG AGI | AG Insurance NXTG AGI | AG Insurance NXTG AGI |
| --------------------- | --------------------- | --------------------- |
| Num                   | Coureuse              | Pos                   |
| 161                   | Amber Aernouts (NED)  | AB                    |
| 162                   | Maureen Arens (NED)   | AB                    |
| 163                   | Cassia Boglio (AUS)   | AB                    |
| 164                   | Julia Borgström (SWE) | 31e                   |
| 165                   | Gaia Masetti (ITA)    | AB                    |

| Aromitalia-Basso Bikes-Vaiano VAI | Aromitalia-Basso Bikes-Vaiano VAI | Aromitalia-Basso Bikes-Vaiano VAI |
| --------------------------------- | --------------------------------- | --------------------------------- |
| Num                               | Coureuse                          | Pos                               |
| 171                               | Rasa Leleivytė (LTU)              | 64e                               |
| 172                               | Francesca Baroni (ITA)            | AB                                |
| 173                               | Inga Čilvinaitė (LTU) (route)     | 63e                               |
| 174                               | Sofia Collinelli (ITA)            | AB                                |
| 175                               | Francesca Balducci (ITA)          | 59e                               |
| 176                               | Lara Scarselli (ITA)              | AB                                |

| Bepink BPK | Bepink BPK              | Bepink BPK |
| ---------- | ----------------------- | ---------- |
| Num        | Coureuse                | Pos        |
| 181        | Silvia Zanardi (ITA)    | AB         |
| 182        | Nadia Quagliotto (ITA)  | AB         |
| 183        | Marketa Hajkova (CZE)   | AB         |
| 184        | Letizia Brufani (ITA)   | AB         |
| 185        | Matilde Vitillo (ITA)   | AB         |
| 186        | Michaela Drummond (NZL) | AB         |

| Born To Win-G20-Ambedo BTW | Born To Win-G20-Ambedo BTW | Born To Win-G20-Ambedo BTW |
| -------------------------- | -------------------------- | -------------------------- |
| Num                        | Coureuse                   | Pos                        |
| 191                        | Anna Chili (ITA)           | AB                         |
| 192                        | Giulia Luciani (ITA)       | AB                         |
| 193                        | Silvia Magri (ITA)         | AB                         |
| 194                        | Sara Casasola (ITA)        | 62e                        |
| 195                        | Sofia Clerici (ITA)        | AB                         |
| 196                        | Tatiana Chili (ITA)        | AB                         |

| Isolmant-Premac-Vittoria SBT | Isolmant-Premac-Vittoria SBT | Isolmant-Premac-Vittoria SBT |
| ---------------------------- | ---------------------------- | ---------------------------- |
| Num                          | Coureuse                     | Pos                          |
| 201                          | Emanuela Zanetti (ITA)       | AB                           |
| 202                          | Alice Gasparini (ITA)        | AB                           |
| 203                          | Ainara Albert (ESP)          | AB                           |
| 205                          | Alice Capasso (ITA)          | AB                           |
| 206                          | Asia Zontone (ITA)           | AB                           |

| Servetto-Makhymo-Beltrami TSA SER | Servetto-Makhymo-Beltrami TSA SER | Servetto-Makhymo-Beltrami TSA SER |
| --------------------------------- | --------------------------------- | --------------------------------- |
| Num                               | Coureuse                          | Pos                               |
| 211                               | Silvia Bortolotti (ITA)           | AB                                |
| 212                               | Anna Potokina (RUS)               | AB                                |
| 213                               | Isotta Barbieri (ITA)             | AB                                |
| 214                               | Sofia Barbieri (ITA)              | AB                                |
| 215                               | Maryna Ivaniuk (UKR)              | AB                                |
| 216                               | Viktoriia Melnychuk (UKR)         | AB                                |

| Top Girls Fassa Bortolo TOP | Top Girls Fassa Bortolo TOP | Top Girls Fassa Bortolo TOP |
| --------------------------- | --------------------------- | --------------------------- |
| Num                         | Coureuse                    | Pos                         |
| 221                         | Vanessa Michieletto (ITA)   | AB                          |
| 222                         | Iris Monticolo (ITA)        | AB                          |
| 223                         | Greta Marturano (ITA)       | 24e                         |
| 224                         | Cristina Tonetti (ITA)      | AB                          |
| 225                         | Alessia Vigilia (ITA)       | AB                          |
| 226                         | Giorgia Vettorello (ITA)    | AB                          |

| Team Mendelspeck MDS | Team Mendelspeck MDS     | Team Mendelspeck MDS |
| -------------------- | ------------------------ | -------------------- |
| Num                  | Coureuse                 | Pos                  |
| 231                  | Eva Maria Gatscher (ITA) | AB                   |
| 232                  | Vania Canvelli (ITA)     | AB                   |
| 233                  | Elisa Lugli (ITA)        | AB                   |
| 234                  | Angela Oro (ITA)         | AB                   |
| 235                  | Francesca Pisciali (ITA) | AB                   |
| 236                  | Alessia Missiaggia (ITA) | AB                   |

| Trek-Segafredo TFS | Trek-Segafredo TFS                 | Trek-Segafredo TFS |
| ------------------ | ---------------------------------- | ------------------ |
| Num                | Coureuse                           | Pos                |
| 1                  | Elisa Longo Borghini (ITA) (route) | 12e                |
| 2                  | Elisa Balsamo (ITA) (route)        | 1re                |
| 3                  | Audrey Cordon-Ragot (FRA)          | AB                 |
| 4                  | Leah Thomas (USA)                  | AB                 |
| 5                  | Shirin van Anrooij (NED)           | 13e                |
| 6                  | Ellen van Dijk (NED) (route)       | 20e                |

| Team Jumbo-Visma TJV | Team Jumbo-Visma TJV   | Team Jumbo-Visma TJV |
| -------------------- | ---------------------- | -------------------- |
| Num                  | Coureuse               | Pos                  |
| 11                   | Coryn Labecki (USA)    | 6e                   |
| 12                   | Aafke Soet (NED)       | AB                   |
| 13                   | Karlijn Swinkels (NED) | 38e                  |
| 14                   | Anna Henderson (GBR)   | 54e                  |
| 15                   | Amber Kraak (NED)      | 39e                  |
| 16                   | Noemi Rüegg (SUI)      | 52e                  |

| SD Worx SDW | SD Worx SDW                       | SD Worx SDW |
| ----------- | --------------------------------- | ----------- |
| Num         | Coureuse                          | Pos         |
| 21          | Ashleigh Moolman (RSA)            | 10e         |
| 22          | Elena Cecchini (ITA)              | 5e          |
| 23          | Chantal van den Broek-Blaak (NED) | 4e          |
| 24          | Marlen Reusser (SUI) (route)      | 21e         |
| 25          | Anna Shackley (GBR)               | 51e         |
| 26          | Niamh Fisher-Black (NZL)          | 14e         |

| Canyon-SRAM Racing CSR | Canyon-SRAM Racing CSR     | Canyon-SRAM Racing CSR |
| ---------------------- | -------------------------- | ---------------------- |
| Num                    | Coureuse                   | Pos                    |
| 31                     | Alena Amialiusik (BLR)     | 25e                    |
| 32                     | Elise Chabbey (SUI)        | 7e                     |
| 33                     | Ella Harris (NZL)          | 36e                    |
| 34                     | Mikayla Harvey (NZL)       | 65e                    |
| 35                     | Soraya Paladin (ITA)       | 3e                     |
| 36                     | Pauliena Rooijakkers (NED) | 56e                    |

| UAE Team ADQ UAD | UAE Team ADQ UAD            | UAE Team ADQ UAD |
| ---------------- | --------------------------- | ---------------- |
| Num              | Coureuse                    | Pos              |
| 41               | Sofia Bertizzolo (ITA)      | 2e               |
| 42               | Mavi García (ESP) (route)   | 22e              |
| 43               | Eugenia Bujak (SLO) (route) | 34e              |
| 44               | Erica Magnaldi (ITA)        | 44e              |
| 45               | Urša Pintar (SLO)           | 48e              |
| 46               | Alena Ivanchenko (RUS)      | AB               |

| Team DSM DSM | Team DSM DSM           | Team DSM DSM |
| ------------ | ---------------------- | ------------ |
| Num          | Coureuse               | Pos          |
| 51           | Francesca Barale (ITA) | AB           |
| 52           | Léa Curinier (FRA)     | AB           |
| 53           | Leah Kirchmann (CAN)   | AB           |
| 54           | Juliette Labous (FRA)  | 11e          |
| 55           | Liane Lippert (GER)    | 19e          |
| 56           | Floortje Mackaij (NED) | 16e          |

| FDJ-Nouvelle Aquitaine-Futuroscope FSF | FDJ-Nouvelle Aquitaine-Futuroscope FSF | FDJ-Nouvelle Aquitaine-Futuroscope FSF |
| -------------------------------------- | -------------------------------------- | -------------------------------------- |
| Num                                    | Coureuse                               | Pos                                    |
| 61                                     | Marta Cavalli (ITA)                    | 23e                                    |
| 62                                     | Brodie Chapman (AUS)                   | 49e                                    |
| 63                                     | Emilia Fahlin (SWE)                    | AB                                     |
| 64                                     | Victorie Guilman (FRA)                 | 35e                                    |
| 65                                     | Marie Le Net (FRA)                     | 26e                                    |
| 66                                     | Cecilie Uttrup Ludwig (DEN)            | 9e                                     |

| Liv Racing Xstra LIV | Liv Racing Xstra LIV   | Liv Racing Xstra LIV |
| -------------------- | ---------------------- | -------------------- |
| Num                  | Coureuse               | Pos                  |
| 71                   | Jeanne Korevaar (NED)  | 43e                  |
| 72                   | Katia Ragusa (ITA)     | AB                   |
| 73                   | Ayesha McGowan (USA)   | AB                   |
| 74                   | Marta Jaskulska (POL)  | 57e                  |
| 75                   | Silke Smulders (NED)   | 33e                  |
| 76                   | Rachele Barbieri (ITA) | AB                   |

| Team BikeExchange-Jayco BEX | Team BikeExchange-Jayco BEX | Team BikeExchange-Jayco BEX |
| --------------------------- | --------------------------- | --------------------------- |
| Num                         | Coureuse                    | Pos                         |
| 81                          | Ane Santesteban (ESP)       | 17e                         |
| 82                          | Urška Žigart (SLO)          | 50e                         |
| 83                          | Arianna Fidanza (ITA)       | 28e                         |
| 84                          | Amanda Spratt (AUS)         | 53e                         |
| 85                          | Teniel Campbell (TTO)       | AB                          |
| 86                          | Wei Shi Chelsie Tan (SGP)   | AB                          |

| Movistar Team MOV | Movistar Team MOV      | Movistar Team MOV |
| ----------------- | ---------------------- | ----------------- |
| Num               | Coureuse               | Pos               |
| 91                | Katrine Aalerud (NOR)  | 15e               |
| 92                | Sarah Gigante (AUS)    | 55e               |
| 93                | Sara Martín (ESP)      | AB                |
| 94                | Lourdes Oyarbide (ESP) | AB                |
| 95                | Paula Patiño (COL)     | 37e               |
| 96                | Arlenis Sierra (CUB)   | AB                |

| EF Education-TIBCO-SVB TIB | EF Education-TIBCO-SVB TIB    | EF Education-TIBCO-SVB TIB |
| -------------------------- | ----------------------------- | -------------------------- |
| Num                        | Coureuse                      | Pos                        |
| 101                        | Letizia Borghesi (ITA)        | 30e                        |
| 102                        | Kristabel Doebel-Hickok (USA) | 40e                        |
| 103                        | Kathrin Hammes (GER)          | AB                         |
| 104                        | Sara Poidevin (CAN)           | 45e                        |
| 105                        | Magdeleine Vallieres (CAN)    | 41e                        |
| 106                        | Lauren Stephens (USA) (route) | AB                         |

| Roland Cogeas-Edelweiss Squad CGS | Roland Cogeas-Edelweiss Squad CGS | Roland Cogeas-Edelweiss Squad CGS |
| --------------------------------- | --------------------------------- | --------------------------------- |
| Num                               | Coureuse                          | Pos                               |
| 111                               | Ines Cantera (ESP)                | AB                                |
| 112                               | Tamara Dronova (RUS)              | 32e                               |
| 113                               | Léa Stern (SUI)                   | AB                                |
| 114                               | Gulnaz Khatuntseva (RUS)          | AB                                |
| 115                               | Olga Zabelinskaïa (UZB)           | 61e                               |
| 116                               | Petra Stiasny (SUI)               | AB                                |

| Valcar-Travel & Service VAL | Valcar-Travel & Service VAL | Valcar-Travel & Service VAL |
| --------------------------- | --------------------------- | --------------------------- |
| Num                         | Coureuse                    | Pos                         |
| 121                         | Olivia Baril (CAN)          | 66e                         |
| 122                         | Federica Piergiovanni (ITA) | AB                          |
| 123                         | Alice Maria Arzuffi (ITA)   | 42e                         |
| 124                         | Eleonora Gasparrini (ITA)   | 29e                         |
| 125                         | Elena Pirrone (ITA)         | AB                          |
| 126                         | Silvia Persico (ITA)        | 8e                          |

| Parkhotel Valkenburg PHV | Parkhotel Valkenburg PHV   | Parkhotel Valkenburg PHV |
| ------------------------ | -------------------------- | ------------------------ |
| Num                      | Coureuse                   | Pos                      |
| 131                      | Rosalie Van der Wolf (NED) | AB                       |
| 132                      | Anne Van Rooijen (NED)     | AB                       |
| 133                      | Femke Gerritse (NED)       | AB                       |
| 134                      | Pien Limpens (NED)         | AB                       |
| 136                      | Quinty Schoens (NED)       | AB                       |

| Ceratizit-WNT Pro Cycling WNT | Ceratizit-WNT Pro Cycling WNT | Ceratizit-WNT Pro Cycling WNT |
| ----------------------------- | ----------------------------- | ----------------------------- |
| Num                           | Coureuse                      | Pos                           |
| 141                           | Camilla Alessio (ITA)         | AB                            |
| 142                           | Laura Asencio (FRA)           | AB                            |
| 144                           | Marta Lach (POL)              | 27e                           |
| 146                           | Lara Vieceli (ITA)            | AB                            |

| Cofidis COF | Cofidis COF            | Cofidis COF |
| ----------- | ---------------------- | ----------- |
| Num         | Coureuse               | Pos         |
| 152         | Cédrine Kerbaol (FRA)  | 58e         |
| 153         | Clara Koppenburg (GER) | 46e         |
| 154         | Sandra Levenez (FRA)   | 47e         |
| 155         | Rachel Neylan (AUS)    | 18e         |
| 156         | Olivia Onesti (FRA)    | 60e         |

| AG Insurance NXTG AGI | AG Insurance NXTG AGI | AG Insurance NXTG AGI |
| --------------------- | --------------------- | --------------------- |
| Num                   | Coureuse              | Pos                   |
| 161                   | Amber Aernouts (NED)  | AB                    |
| 162                   | Maureen Arens (NED)   | AB                    |
| 163                   | Cassia Boglio (AUS)   | AB                    |
| 164                   | Julia Borgström (SWE) | 31e                   |
| 165                   | Gaia Masetti (ITA)    | AB                    |

| Aromitalia-Basso Bikes-Vaiano VAI | Aromitalia-Basso Bikes-Vaiano VAI | Aromitalia-Basso Bikes-Vaiano VAI |
| --------------------------------- | --------------------------------- | --------------------------------- |
| Num                               | Coureuse                          | Pos                               |
| 171                               | Rasa Leleivytė (LTU)              | 64e                               |
| 172                               | Francesca Baroni (ITA)            | AB                                |
| 173                               | Inga Čilvinaitė (LTU) (route)     | 63e                               |
| 174                               | Sofia Collinelli (ITA)            | AB                                |
| 175                               | Francesca Balducci (ITA)          | 59e                               |
| 176                               | Lara Scarselli (ITA)              | AB                                |

| Bepink BPK | Bepink BPK              | Bepink BPK |
| ---------- | ----------------------- | ---------- |
| Num        | Coureuse                | Pos        |
| 181        | Silvia Zanardi (ITA)    | AB         |
| 182        | Nadia Quagliotto (ITA)  | AB         |
| 183        | Marketa Hajkova (CZE)   | AB         |
| 184        | Letizia Brufani (ITA)   | AB         |
| 185        | Matilde Vitillo (ITA)   | AB         |
| 186        | Michaela Drummond (NZL) | AB         |

| Born To Win-G20-Ambedo BTW | Born To Win-G20-Ambedo BTW | Born To Win-G20-Ambedo BTW |
| -------------------------- | -------------------------- | -------------------------- |
| Num                        | Coureuse                   | Pos                        |
| 191                        | Anna Chili (ITA)           | AB                         |
| 192                        | Giulia Luciani (ITA)       | AB                         |
| 193                        | Silvia Magri (ITA)         | AB                         |
| 194                        | Sara Casasola (ITA)        | 62e                        |
| 195                        | Sofia Clerici (ITA)        | AB                         |
| 196                        | Tatiana Chili (ITA)        | AB                         |

| Isolmant-Premac-Vittoria SBT | Isolmant-Premac-Vittoria SBT | Isolmant-Premac-Vittoria SBT |
| ---------------------------- | ---------------------------- | ---------------------------- |
| Num                          | Coureuse                     | Pos                          |
| 201                          | Emanuela Zanetti (ITA)       | AB                           |
| 202                          | Alice Gasparini (ITA)        | AB                           |
| 203                          | Ainara Albert (ESP)          | AB                           |
| 205                          | Alice Capasso (ITA)          | AB                           |
| 206                          | Asia Zontone (ITA)           | AB                           |

| Servetto-Makhymo-Beltrami TSA SER | Servetto-Makhymo-Beltrami TSA SER | Servetto-Makhymo-Beltrami TSA SER |
| --------------------------------- | --------------------------------- | --------------------------------- |
| Num                               | Coureuse                          | Pos                               |
| 211                               | Silvia Bortolotti (ITA)           | AB                                |
| 212                               | Anna Potokina (RUS)               | AB                                |
| 213                               | Isotta Barbieri (ITA)             | AB                                |
| 214                               | Sofia Barbieri (ITA)              | AB                                |
| 215                               | Maryna Ivaniuk (UKR)              | AB                                |
| 216                               | Viktoriia Melnychuk (UKR)         | AB                                |

| Top Girls Fassa Bortolo TOP | Top Girls Fassa Bortolo TOP | Top Girls Fassa Bortolo TOP |
| --------------------------- | --------------------------- | --------------------------- |
| Num                         | Coureuse                    | Pos                         |
| 221                         | Vanessa Michieletto (ITA)   | AB                          |
| 222                         | Iris Monticolo (ITA)        | AB                          |
| 223                         | Greta Marturano (ITA)       | 24e                         |
| 224                         | Cristina Tonetti (ITA)      | AB                          |
| 225                         | Alessia Vigilia (ITA)       | AB                          |
| 226                         | Giorgia Vettorello (ITA)    | AB                          |

| Team Mendelspeck MDS | Team Mendelspeck MDS     | Team Mendelspeck MDS |
| -------------------- | ------------------------ | -------------------- |
| Num                  | Coureuse                 | Pos                  |
| 231                  | Eva Maria Gatscher (ITA) | AB                   |
| 232                  | Vania Canvelli (ITA)     | AB                   |
| 233                  | Elisa Lugli (ITA)        | AB                   |
| 234                  | Angela Oro (ITA)         | AB                   |
| 235                  | Francesca Pisciali (ITA) | AB                   |
| 236                  | Alessia Missiaggia (ITA) | AB                   |

## Organisation
Le directeur de la course est Mario Minervino. Son vice-président est Fiore Cadario.

### Prix
Les prix suivants sont distribués :
| Position | 1er     | 2e      | 3e    | 4e    | 5e    | 6e    | 7e    | 8e    | 9e    | 10e   |
| Prix     | 1 690 € | 1 250 € | 840 € | 505 € | 425 € | 370 € | 335 € | 290 € | 250 € | 220 € |

En sus, les coureuses placées de la 11e à la 15e place gagnent 175 €, celles placées de la 16e à la 20e place 130 €.
Un prix de la montagne est attribué. Il rapporte 300 € à la première. 5, 3 et 1 points sont attribués aux trois premières dans les côtes de Caldana, Casale et Orino. En sus, 5 sprints intermédiaires rapportent chacun 100 €. Un prix de la combativité est attribué par un jury. 